# 32051 Sadhikamalladi
32051 Sadhikamalladi è un asteroide della fascia principale. Scoperto nel 2000, presenta un'orbita caratterizzata da un semiasse maggiore pari a 2,4463665 UA e da un'eccentricità di 0,1213870, inclinata di 5,77497° rispetto all'eclittica.